# Stazione di Villa Santina
La stazione di Villa Santina era una stazione ferroviaria, punto di arrivo della ferrovia locale da Carnia e capotronco della ferrovia a scartamento ridotto per Comeglians.

## Storia

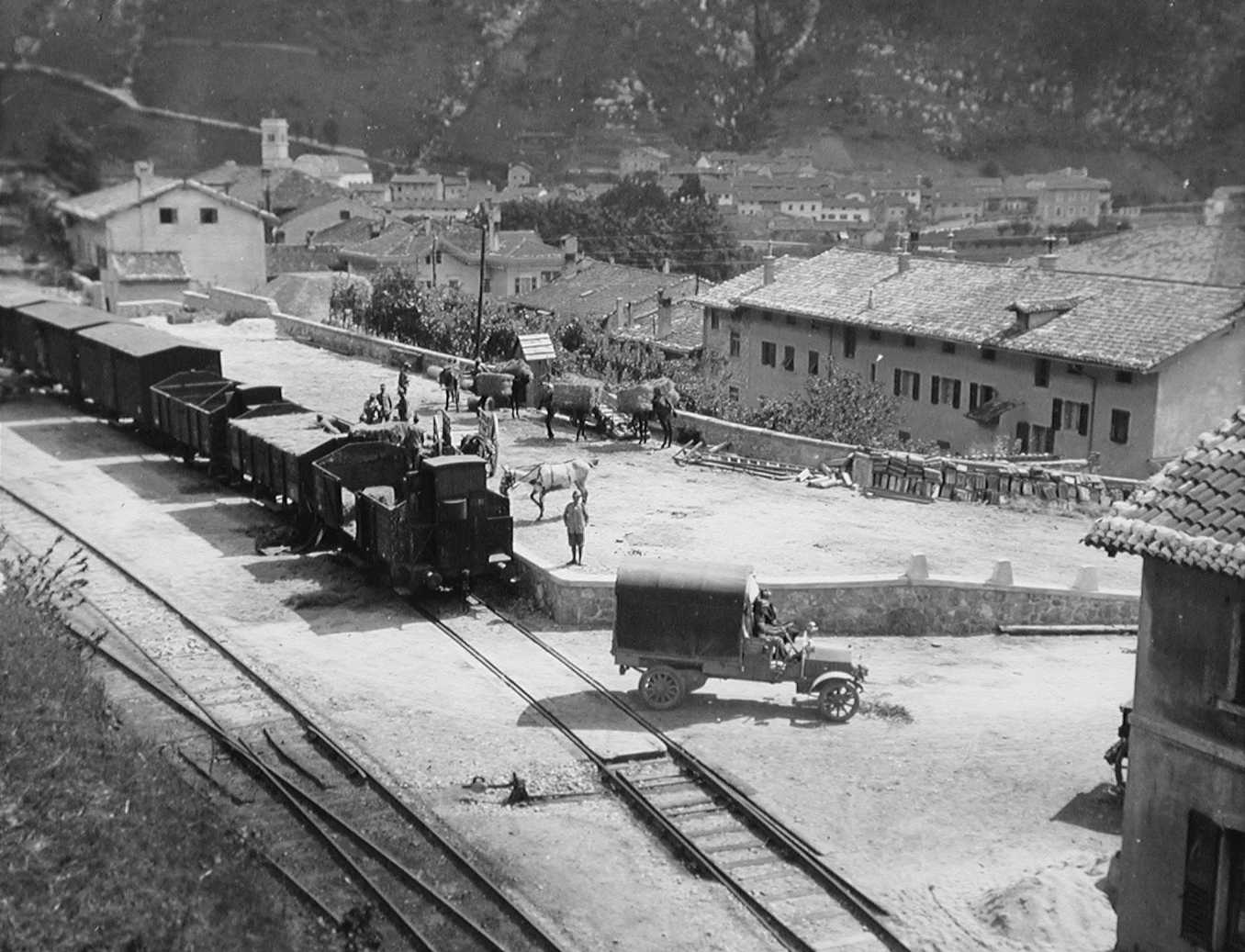
La stazione di Villa Santina durante la prima guerra mondiale

Questa stazione venne aperta all'esercizio nel 1910. Durante la Prima Guerra Mondiale vennero attivate due ferrovia militari: una da Ampezzo ed una da Comeglians. La prima fu soppressa al termine del conflitto, l'altra venne rilevata nel 1920 dal Consorzio per la ferrovia della Val Degano e dismessa nel 1931.
L'impianto fu soppresso nel 1968 in seguito alla dismissione della linea per Carnia.

## Stato attuale
Al giorno d'oggi (2019), il fabbricato viaggiatori è ancora esistente ed in buono stato di conservazione. I binari, invece, non sono più esistenti. Nella piazza antistante la stazione, è stata posta a ricordo dell'antica ferrovia una locomotiva, la 880.108.